# Lighthouse (canción)
«Lighthouse» es una canción por la banda Irlandesa Westlife. Saldrá a la ventacomo el primer sencillo de su segundo álbum compilatorio, Greatest Hits y se convertirá en su sencillo final después de su anuncio que se separarían. La canción fue escrita por Gary Barlow y John Shanks, y saldrá a la venta el 11 de noviembre de 2011.

## Historia
Se reconoce como un clásico reconocible por Westlife con melodías en alza. Los miembros de la banda, Mark Feehily y Nicky Byrne discutieron la canción durante un detrás de escenas del vídeo musical. Explicaron, "Estábamos emocionados por trabajar con la 'competencia'. Es la primera vez que alguien como Gary ha escrito una canción por una banda en competencia con la suya propia. Él y John escribieron Patience para Take That, así que estábamos seguros que teníamos un gran equipo de escritores. Algunas personas piensan que nos referimos a Gary como un enemigo, pero no lo hacemos para nada. Es genial que él haya escrito una canción para nosotros." Shane Filan también comentó, "Me encanta la idea de Gary escribiendo una canción para nosotros. Él ha tirado todas las reglas por la ventana."
"Lighthouse" fue elegida por el sello discográfico en lugar de otra nueva canción del álbum, "Beautiful World". Iba a ser el primer sencillo para su álbum compilatorio, pero en el último minuto rechazaron la canción en favor de la última. Mark dijo: "Estaba por salir hasta un día anterior como el primer sencillo pero eligieron "Lighthouse" al final." "Es una de las canciones más potenciales del álbum."

## Lista de canciones
- Sencillo, CD/ descarga digital

1. "Lighthouse" – 4:22
2. "Poet's Heart" – 3:57

## Lanzamiento
| Región      | Fecha                    | Formato          | Sello           |
| ----------- | ------------------------ | ---------------- | --------------- |
| Irlanda     | 30 de septiembre de 2011 | Radios           | Sony Music, RCA |
| Reino Unido | 30 de septiembre de 2011 | Radios           | Sony Music, RCA |
| Irlanda     | 30 de septiembre de 2011 | Televisión       | Sony Music, RCA |
| Reino Unido | 30 de septiembre de 2011 | Televisión       | Sony Music, RCA |
| Irlanda     | 11 de noviembre de 2011  | Descarga digital | Sony Music, RCA |
| Reino Unido | 13 de noviembre de 2011  | Descarga digital | Sony Music, RCA |
| Reino Unido | 14 de noviembre de 2011  | CD               | Sony Music, RCA |